# Cucina salvadoregna

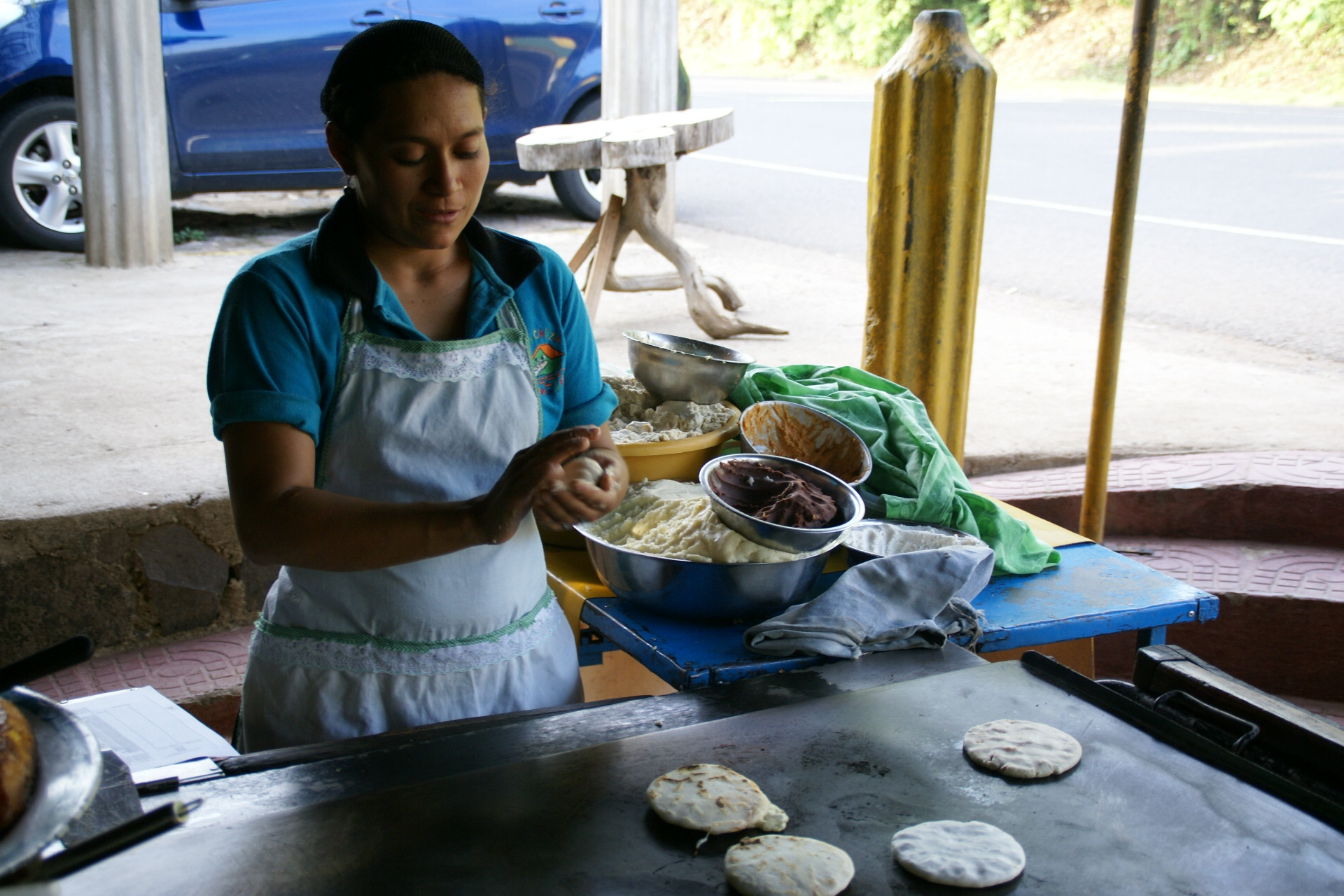
Una donna salvadoregna prepara le pupusa

La cucina salvadoregna integra gli stili culinari della cucina spagnola con quelli dei popoli indigeni di El Salvador, ovvero le tribù dei pipil.
Prima della colonizzazione spagnola avvenuta nel XVI secolo, la dieta dei nativi di El Salvador era pressoché vegetariana e fatta di pochi grassi, e la carne era consumata solo occasionalmente. Gli europei introdussero nell'area nuovi metodi di cottura, come la frittura e il sauté, e alimenti a base di carne, grassi animali e riso.
El Salvador produce soprattutto caffè, riso, fagioli, mais, vitello da pascolo e gamberi. Il consumo più o meno diffuso di queste materie prime varia a seconda del ceto sociale. La fertilità del terreno vulcanico del paese permette di coltivare mango, anguria, papaya, lattuga, cocco, tamarindo, cavolo, banana, zucchine, yucca, peperoni e pomodori.

## I piatti principali

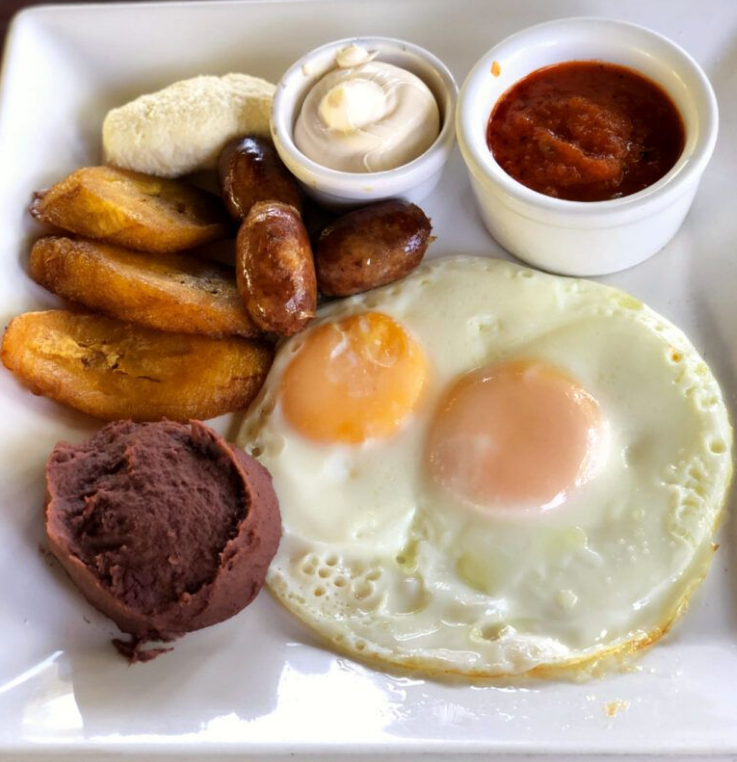
Tipica colazione salvadoregna

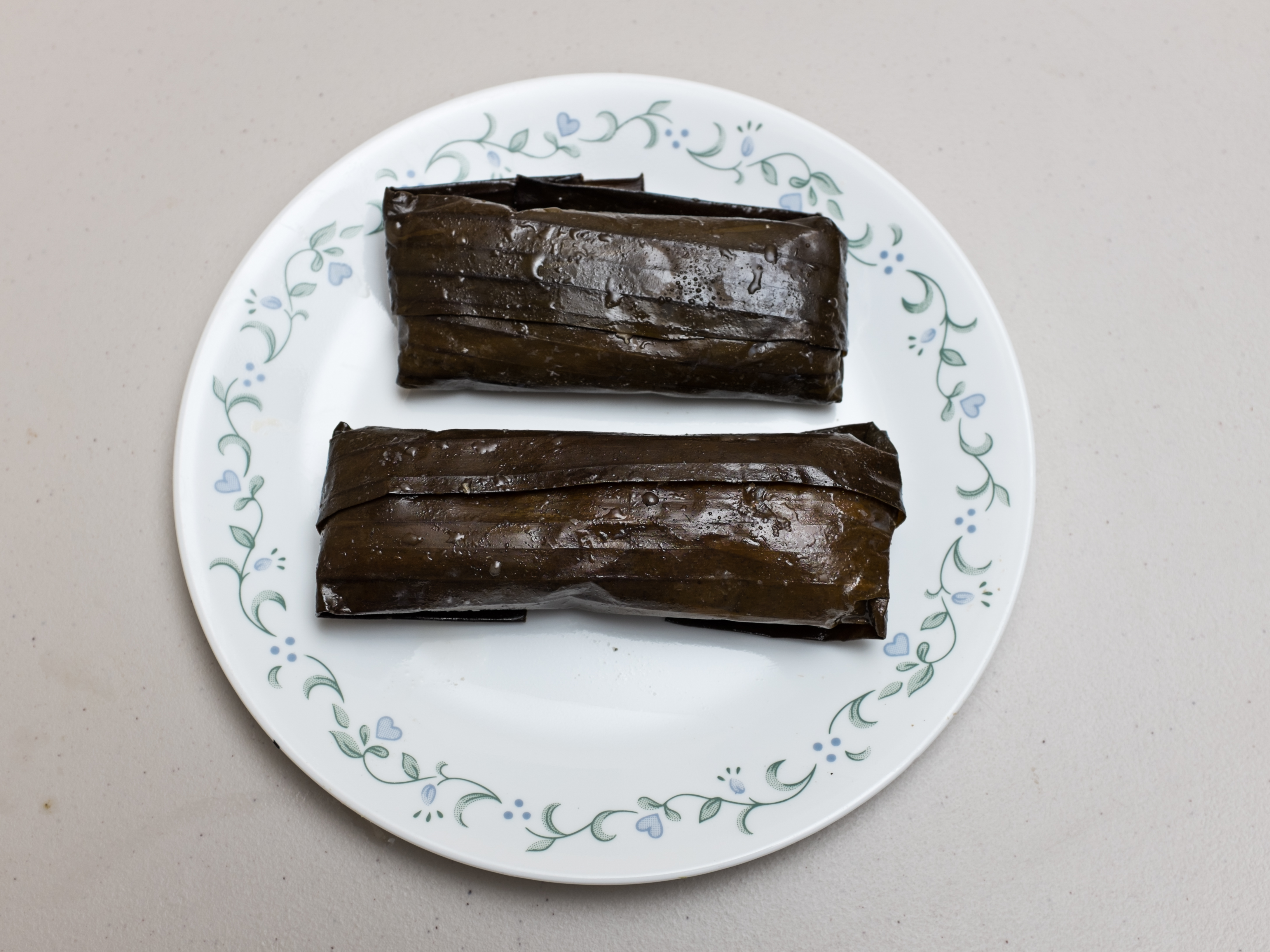
Due tamales salvadoregni

Tra gli ingredienti più usati nella cucina salvadoregna vi è il mais, che viene impiegato giornalmente per preparare tortilla, pupusa, tamales, bevande e dolci. I platani sono di gran lunga più diffusi delle patate e vengono cucinati sia acerbi (per piatti salati) che maturi (per dolci). I semi di annatto, usati in passato per specifici rituali, sono oggi impiegati in una marinatura per la carne assieme a sale, pepe, limetta o succo di arancia amara, e aceto.
Il riso, dopo essere stato cotto e sciacquato, viene tostato con della cipolla, Il ché contribuisce a mantenerlo soffice e a renderlo più aromatico. La paella spagnola ha influenzato non poco la cucina salvadoregna. I piatti a base di riso sono diversi, come ad esempio il casamiento (gallo pinto) a base di riso e fagioli, oppure l'arroz con cerveza a base di riso, verdure e pollo cotti nella birra.
La classica colazione salvadoregna è servita con tortilla, fagioli, platani fritti, frutta tropicale e huevos picados (uova strapazzate con verdure). Pranzo e cena possono includere cibo di strada, come pupusa, empanada, quesadilla e tamales, oppure piatti come la sopa de pollo, una zuppa con pollo, ceci, patate, yucca, coriandolo, cipolle e limetta.
La carne è un alimento accessibile a pochi. Solitamente viene consumata arrostita (asado) oppure in umido con cipolle (encebollado). Il pesce viene impiegato negli stufati e nelle zuppe, mentre molti spuntini vengono fritti, come il chicharron (cotenna di maiale) e le pacalla, ovvero dei fiori di palma impanati con farina di mais fritti e serviti con salsa di pomodoro.
Il flor de izote (Yucca gigantea) è il simbolo nazionale di El Salvador ed è impiegato anche in cucina, ad esempio nelle zuppe o immerso in una salsa. I suoi semi possono essere tritati e usati per condire i sottaceti.
Un piatto salvadoregno di stampo natalizio è il pan con chumpe, un sandwich di tacchino. Altra pietanza tipica delle feste è il gallo en chicha, la versione locale del coq au vin, seppur non abbia origini francesi. Il gallo en chicha è uno stufato dolce a base di chicha (un antico fermentato amerindo), prugne, carote, cipolle e peperoncini.
Tra i dolci più popolari si citano la tres leches, l'arroz con leche (risolatte) e la semita, un dolce al caffè ripieno di marmellata. Sono diffusi anche le teperecha (un pane basso decorato con granelli di zucchero colorati), la torta Marialuisa, la torta de yema condita con semi di papavero, la torta marquesote e i suspiros (meringa).

## Le bevande

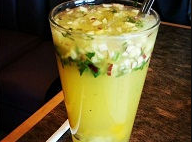
Ensalada

Caffè e latte sono le bevande più diffuse a El Salvador. Tra i refrescos più diffusi si cita la horchata.
Poiché l'acqua potabile non è universalmente disponibile, nel paese sono diffusi svariate bevande zuccherate o succhi di frutta chiamate aguas frescas, come ad esempio il Kolashanpan, una soda al gusto di canna da zucchero. L'ensalada (lett. "insalata") è invece un succo a base di svariati frutti.
Due bevande tradizionali salvadoregne a base di mais sono l'atole e la chicha. La pilsener è lo stile di birra più diffuso nel paese.